# Kids
 (octobre 2022).
Pour les articles homonymes, voir Kid.
Pour plus de détails, voir Fiche technique et Distribution.
Kids est un film américain réalisé par Larry Clark, sorti en 1995. Il s'agit de son premier long métrage montrant la vie d'adolescents new-yorkais, leurs désirs et comportements sexuels pendant l'apparition du sida dans le milieu des années 1990.
La version originale du film fut classée NC-17 aux États-Unis, soit interdite aux moins de dix-sept ans. En France, le film est interdit aux moins de douze ans. De par ses thèmes pouvant choquer un certain public, concernant de jeunes adolescents, le film fut fortement controversé à sa sortie, malgré des critiques unanimes et enthousiastes[réf. nécessaire]. Il contient en effet de nombreux dialogues très crus ainsi que des scènes de viol, de violences physiques, de consommation de drogues (cannabis, alcool, tabac, gaz hilarant, kétamine) et de vols.

## Synopsis
Dans la scène inaugurale du film il y a un garçon, Telly (Leo Fitzpatrick), et une jeune fille âgée de douze ans : ils ont un rapport sexuel dans la chambre de cette dernière. Les parents absents, Telly qui est bien plus âgé que la jeune fille la persuade de faire l'amour quoiqu'elle soit toujours vierge et appréhende l'acte sexuel. Immédiatement après, Telly rejoint son meilleur ami Casper (Justin Pierce), puis ils discutent de l'expérience sexuelle que Telly vient d'avoir. Ce dernier exprime son penchant incontrôlable pour les jeunes filles vierges. Les deux garçons pénètrent alors dans une épicerie locale afin de dérober une bouteille de bière coupée à la liqueur de malt : tandis que Telly distrait le vendeur, Casper s'occupe du vol. Désireux de grignoter un morceau puis de trouver de la drogue, ils s'acheminent vers la maison de Paul, une sorte de squat dans lequel une clique de jeunes hommes discutent, fument, et se vantent de leurs prouesses sexuelles tout en assumant leur attitude désabusée à l'égard des relations non-protégées. Ils se targuent eux-mêmes de ne pas utiliser de préservatifs, ne croyant pas à l'épidémie de SIDA qui sévit depuis plusieurs années maintenant à New York. Au cours de l'échange, certains des garçons consomment de la marijuana en regardant des vidéos de skaters tandis qu'au même moment Casper inhale du gaz hilarant.
Comme une scène en miroir, un groupe de jeunes filles discute au même moment de sexe à l'intérieur d'un appartement à l'autre bout de la ville. Leur attitude contredit manifestement les discours masculins précédemment exposés, notamment sur leur rapport à la fellation : elles affirment qu'elles détestent cela (« I hate sucking dick ! ») alors que Casper déclare que c'est là un passe-temps secret qu'elles ont et qu'elles adorent cela (« girls love to give head. It's like a secret pastime hobby for them »). Ruby (Rosario Dawson) et Jennie (Chloë Sevigny) abordent  à ce moment le fait qu'elles aient procédé au test du VIH à la demande de Ruby. Le test de Ruby est négatif, mais celui de Jennie se révèle positif au grand désarroi de la jeune fille qui souhaite aussitôt prévenir Telly, le seul garçon avec lequel elle ait eu des relations sexuelles jusqu'alors. Elle passe le reste de sa journée à tenter de le contacter.
Après être passé à son domicile afin de voler de l'argent à sa mère, Telly se rend au Washington Square Park accompagné de Casper en quête d'une dose de marijuana. Un de leurs amis qu'ils rencontrent à l'occasion dans le parc leur apprend la technique pour rouler un blunt à l'aide d'une feuille de cigare. À ce moment, Telly s'adresse à une amie, Misha, dont il s'avère qu'elle déteste Casper.
Ce dernier se met à skater dans le parc et heurte malencontreusement un jeune homme noir avec lequel l'altercation vire au règlement de comptes : la bande de Casper lynche littéralement le jeune homme qui demeure au sol, inconscient : Telly achève l'acte d'humiliation en crachant dans les yeux du garçon tandis qu'il agonise sur le sol du parc.
Après s'être demandés si le jeune homme noir était encore vivant ou mort dans le parc, le groupe de Telly décide de se rendre à la piscine municipale à la tombée de la nuit après avoir cherché Darcy, la future conquête de Telly qu'il espère dépuceler à l'issue de la soirée. À la suite d'une succession d'embrassades, de câlins et de baisers langoureux, les deux adolescents accompagnés du reste de la bande se rendent à une soirée dans l'appartement d'un ami, Steven.
Pendant ce temps là, Jennie atteint Washington Park où Misha lui indique qu'il est possible que Telly se soit rendu au Shelter, un club de techno réputé dans la ville. Arrivée au Shelter, un de ses amis lui donne une pilule qui se révèle être de la kétamine. Chemin faisant, Jenny découvre que Telly se trouve à la fête de Steven.
Elle arrive chez Steven trop tard, apprenant que Telly est en train de faire l'amour avec Darcy, l'exposant ainsi au VIH. Décontenancée et toujours sous l'influence de la drogue, Jennie s'effondre sur le canapé parmi les autres participants de la fête. Casper la viole sans se protéger, s'exposant sans le savoir au virus du SIDA. Au petit matin, Casper se réveille sans aucun souvenir des événements de la nuit précédente (« Jesus Christ, what happened ? »).

## Fiche technique
- Titre original : Kids
- Réalisation : Larry Clark
- Scénario : Harmony Korine, d'après l’histoire de Larry Clark et Jim Lewis
- Direction artistique : Kevin Thompson
- Costumes : Kim Druce
- Photographie : Eric Edwards
- Montage : Christopher Tellefsen
- Musique : Lou Barlow et John Davis
- Production : Christine Vachon, Gus Van Sant et Cary Woods
- Sociétés de production : Independent Pictures, Killer Films, Shining Excalibur Films, Guys Upstairs et Kids NY Limited
- Sociétés de distribution : Trimark Pictures ; Bac Films (France)
- Budget : 1,5 million de dollars[réf. nécessaire]
- Pays d'origine :  États-Unis
- Langue originale : anglais
- Format : couleur
- Genre : drame
- Durée : 91 minutes
- Date de sortie :
  - France : 17 mai 1995 (Festival de Cannes) ; 22 novembre 1995 (sortie nationale)
  - États-Unis : 28 juillet 1995
  - Suisse romande : 24 novembre 1995
  - Belgique : 24 janvier 1996
- Film interdit aux moins de 12 ans lors de sa sortie en salles en France

## Distribution
- Leo Fitzpatrick : Telly
- Sarah Henderson : Fille vierge 1
- Justin Pierce : Casper
- Chloë Sevigny : Jennie
- Rosario Dawson : Ruby
- Harold Hunter (en) : Harold
- Harmony Korine : Fidget
- Yakira Peguero : Darcy
- Billy Waldman : Zack
- Julia Mendoza : Susan
- Jeff Pang : Jeff
- Hamilton Harris : Hamilton
- Ellsworth « Cisco » Davis : Hoodlum

## Production

### Musique
- Daniel Johnston - Casper
- Deluxx Folk Implosion - Daddy Never Understood
- The Folk Implosion - Nothing Gonna Stop
- The Folk Implosion - Jenny's Theme
- The Folk Implosion - Simean Groove
- Daniel Johnston - Casper The Friendly Ghost
- The Folk Implosion - Natural One
- Sebadoh - Spoiled
- The Folk Implosion - Crash
- The Folk Implosion - Wet Stuff
- Lo-Down - Mad Fright Night
- The Folk Implosion - Raise The Bells
- Slint - Good Morning Captain

### Film
- Artifacts - Wrong Side of The Tracks
- The Average White Band - I'm The One
- Beastie Boys - Sabrosa
- Beastie Boys - Pow
- Brand Nubian - Word Is Bond
- Crooklyn Dodgers - Crooklyn
- Erule - Listen Up
- Jeru The Damaja - Da Bitchez
- John Coltrane - Slow Dance
- O.C. - Time's Up
- A Tribe Called Quest - Oh My God

## Commentaire
Certains des acteurs ont connu une fin tragique comme le laissait présager le film. Ainsi, Justin Pierce, qui joue Casper, se suicide par pendaison en 2000 et Harold Hunter (en) meurt par surdose en 2006. Kids est le premier film pour plusieurs actrices de renom comme Chloë Sevigny et Rosario Dawson.

## Distinction
Nomination et sélection
- Festival de Cannes 1995 : « Sélection officielle »

## Article annexe
- Psychotrope au cinéma et à la télévision
- 2024 Flying Orb Ball Toy